# Tatort: Frauenmord
Frauenmord ist ein österreichischer Fernsehkrimi von und mit Fritz Eckhardt aus dem Jahr 1973. Er entstand als 35. Folge der Kriminalreihe Tatort. In seinem dritten Fall untersucht Oberinspektor Marek den Mord an der Ehefrau eines reichen Industriellen. Die Maske verantwortete Alexandra Pekarek.

## Handlung
Die Frau des Industriellen Rahl wird im Wiener Prater erschossen aufgefunden. Oberinspektor Marek sucht den Witwer in dessen Villa auf. Rahl gibt an, am Abend mit seiner Frau zu Hause gewesen zu sein. Sie sei gegen 22 Uhr in den Garten gegangen. Von dort sei sie verschwunden, während er drinnen Getränke gemischt habe. Sie sei von einem Unbekannten entführt worden, der ihn ca. zehn Minuten später anrief. Er forderte eine Million Schilling, noch in derselben Nacht. Rahl verständigte nicht die Polizei, schnitt aber zwei weitere Telefonate mit dem Entführer mit und spielt diese Marek vor. Der Entführer stellte ihm ein Ultimatum bis drei Uhr morgens, erst dann verständigte Rahl die Polizei, da er die Summe nicht so schnell aufbringen konnte.
Frau Künzl, Rahls Haushälterin, sucht kurz darauf Marek im Präsidium auf und sagt aus, dass Frau Rahl viele Liebhaber gehabt habe. Marek nimmt ihre Aussage nicht ernst. Er vermutet lediglich Eifersucht auf ihren jüngeren Mann hinter der Aussage.
Derweil wird Mareks Assistent Wirz gebeten, sich eines Falles anzunehmen, bei dem sich ein Wiener Gangster namens Ewald Hoess in einem gestohlenen Sportwagen zu Tode gefahren hat. Die Versicherung will seine querschnittsgelähmte Witwe Klara Hoess in Regress nehmen. Wirz sucht die Frau auf, die allerdings mittellos ist. Nachdem Wirz gegangen ist, setzt Harald Hoess, Ewalds Bruder, seine Schwägerin Klara unter Druck, der Polizei nichts zu sagen. Dann will Hoess von Klara wissen, was diese „von der Sache“ wisse.
Schnell wird Marek und seinen Assistenten klar, dass Hoess etwas mit der Entführung von Frau Rahl zu tun hat. Er kann sie allerdings nicht ermordet haben, weil sein tödlicher Unfall gemäß den Obduktionsberichten 2 bis 3 Stunden vor der Ermordung von Frau Rahl erfolgt ist.
Kurz darauf meldet sich Herr Lahmann, der Sekretär von Rahl. Er gibt an, dass Frau Rahl ein Verhältnis mit ihm hatte. Sie sei Nymphomanin gewesen. Ferner verdächtigt er Rahls Chauffeur Künzl. Inspektor Berntner will die Geliebte von Hoess, Lissy, aufsuchen, trifft aber statt auf Lissy auf Hoess‘ Bruder Harald, der ihn offen bedroht. Marek befragt Rahls Chauffeur Künzl. Dieser behauptet zunächst, die ganze Zeit mit seiner Frau in Jugoslawien gewesen zu sein, gibt dann aber zu, vorzeitig nach Österreich zurückgekehrt zu sein. Auch er habe Frau Rahl am Semmering getroffen, allerdings in Begleitung eines anderen Mannes, mit dem sie wohl ebenfalls ein Verhältnis hatte. Anschließend befragt Marek Rahl und konfrontiert ihn mit den Affären seiner Frau. Dieser gibt zu, davon gewusst zu haben. Er musste allerdings mit ihr zusammenbleiben, da seine Firma finanziell von ihr abhängig war. Er selbst hat allerdings auch eine jüngere Geliebte, Ilse Brinck, die Adoptivtochter seines Freundes Konsul Brinck. Auch Brinck ist in seine Tochter verliebt und erklärt Marek, dass sie nur seine Adoptivtochter sei und dies deshalb moralisch nicht verwerflich sei.
Berntner berichtet, dass die Frauenhaare, die im Auto von Hoess gefunden worden sind, nicht von Frau Rahl stammen. Kurz darauf sucht er, diesmal zusammen mit Wirz, Lissy, die Geliebte des toten Hoess, auf. Sie gibt an, am Tatabend in Salzburg bei ihrer Mutter gewesen zu sein. Hoess habe sie nach Salzburg gefahren. Es stellt sich heraus, dass sie wusste, dass auch Hoess ein Verhältnis mit Frau Rahl gehabt hat. Wirz verliert die Beherrschung, er bekommt aber nichts weiter aus Lissy heraus. Hoess‘ Bruder Harald kommt aus dem Hinterzimmer, nachdem die beiden Beamten gegangen sind. Er fragt sie über die Entführung aus, doch Lissy weiß angeblich nichts Näheres. Die Ermittler spekulieren, dass Ewald Hoess eigentlich Rahl entführen wollte und dass Konsul Brinck der Auftraggeber gewesen sein könnte. Marek unterhält sich derweil doch noch einmal mit der Haushälterin Künzl. Sie gibt an, von ihrem Mann geschlagen zu werden, doch liebe sie ihn trotzdem. Sie habe in Jugoslawien Mann und Kinder für ihn zurückgelassen. Wirz kann unterdessen Hoess‘ Witwe die gute Nachricht überbringen, dass die Versicherung keinen Regress mehr gegen sie anstrenge. Berntner sucht noch einmal die Geliebte von Rahl, Ilse, auf, doch auch sie hat ein Alibi.
Marek vermutet nunmehr, dass Hoess einen Komplizen gehabt oder ein anderer Mann Hoess‘ Geliebte nach Salzburg gefahren haben könne. Marek möchte deshalb Harald Hoess verhören. Wirz und Berntner fahren zu Hoess. Als dieser sein Haus verlässt, folgen sie ihm zur U-Bahnbaustelle am Wiener Karlsplatz. Hoess, der sich  zwischenzeitlich als Erpresser versucht hat, schießt auf die Beamten und wird wenige Sekunden später selbst von einem Unbekannten erschossen. Unterdessen meldet sich ein Zeuge, der den Unfall von Ewald Hoess beobachtet hat. Er sagt aus, dass auch eine Frau im Auto gesessen habe, die unmittelbar nach dem Unfall aus dem Wagen herausgestürzt sei; es könne sich dabei um Frau Rahl gehandelt haben.
Marek sucht die Villa Rahl auf, wo Rahl und Konsul Brinck dessen Tochter Ilse beim Klavierspiel zuhören. Auch Rahls Chauffeur Künzl ist anwesend. Marek befragt Brinck zum Tatabend. Dieser hatte Gäste, allerdings so viele, dass er unauffällig hätte verschwinden können. Marek weiß, dass Brinck seine Villa nur gemietet hat und mehrere Monatsmieten ausständig sind. Brinck wohnt direkt gegenüber der Villa Rahl. Marek weiß, dass einer der Anwesenden der Mörder sein muss und konfrontiert die Anwesenden mit seinem Wissen. Marek nutzt einen zuvor arrangierten Anruf von Berntner als Vorwand, die Villa Rahl zu verlassen. Er überlässt das Verhör seinem Assistenten Wirz. Kurz danach kehrt er mit einem Kleid von Ilse Brinck zurück, das er aus der Villa Brinck geholt hat. Marek eröffnet den Verdächtigen nunmehr seine These bezüglich der Tatnacht. Ewald Hoess habe in dieser Nacht aufgrund einer Verwechslung nicht Frau Rahl, sondern Ilse Brinck entführt, die sich in dieser Nacht ebenfalls im Hause Rahl aufhielt. Ilse Brinck sei nach dem Unfall aus dem Auto gesprungen und entkommen. Als Beweis dient die Gürtelschnalle, die im Unfallwagen gefunden wurde und bei Ilse Brincks Kleid fehlt. Als wenig später, gegen 1:30 Uhr, Frau Rahl vom Semmering nachhause gekommen sei, müsse Rahl oder Ilse Brinck auf die Idee gekommen sein, die Gelegenheit auszunutzen, diese zu töten und den Mord dem verunglückten Entführer Hoess in die Schuhe zu schieben. Als Rahl alles abstreitet, entgegnet ihm Marek, eine Haarprobe werde beweisen, dass nicht seine Frau, sondern Ilse Brinck im Wagen gesessen habe. Marek vermutet, dass Ilse Rahl angestiftet habe. Harald Hoess habe davon gewusst und versucht, Rahl zu erpressen. Rahl habe ihn deshalb erschossen. Marek kündigt an, am Tatort nach der Mordwaffe und nach Spuren von Rahl zu suchen. Brinck gibt daraufhin zu, dass er auch am Karlsplatz gewesen sei und Rahl dort gesehen habe. Er habe geahnt, dass Rahl der Täter war, und sei ihm gefolgt. Rahl gesteht alles und sagt aus, dass die ganze Sache Ilse Brincks Idee gewesen sei; diese wiederum bezichtigt ihn, der Drahtzieher gewesen zu sein. Marek verhaftet beide; Rahl kündigt an, alles gestehen zu wollen.
Marek resümiert, dass Rahl eigentlich alles hatte und sich dann von der jungen Frau, die nur von ihrem verliebten Adoptiv-Vater weg und reich heiraten wollte, so hat manipulieren lassen, dass er zum Mörder wurde und alles verloren hat.